# Крістіан Август Зульцбаський
Крістіан Август (нім. Christian August), (26 липня 1622—23 квітня 1708) — німецький шляхтич з роду Віттельсбахів, пфальцграф та герцог Зульцбаху — незалежного герцогства з Баварського кола. Син Августа Зульцбаського та Ядвіги Гольштейн-Готторптської.

## Біографія
Крістіан Август народився влітку 1622 року. Його батьком був пфальцграф та герцог Зульцбаху Август, матір'ю — герцогиня Гольштейн-Готторптська Ядвіга. Новонароджений став другою дитиною в родині, де вже росла донька Анна Софія. Згодом у Крістіана Августа з'явилося ще п'ятеро братів та сестер, з яких вижили троє.

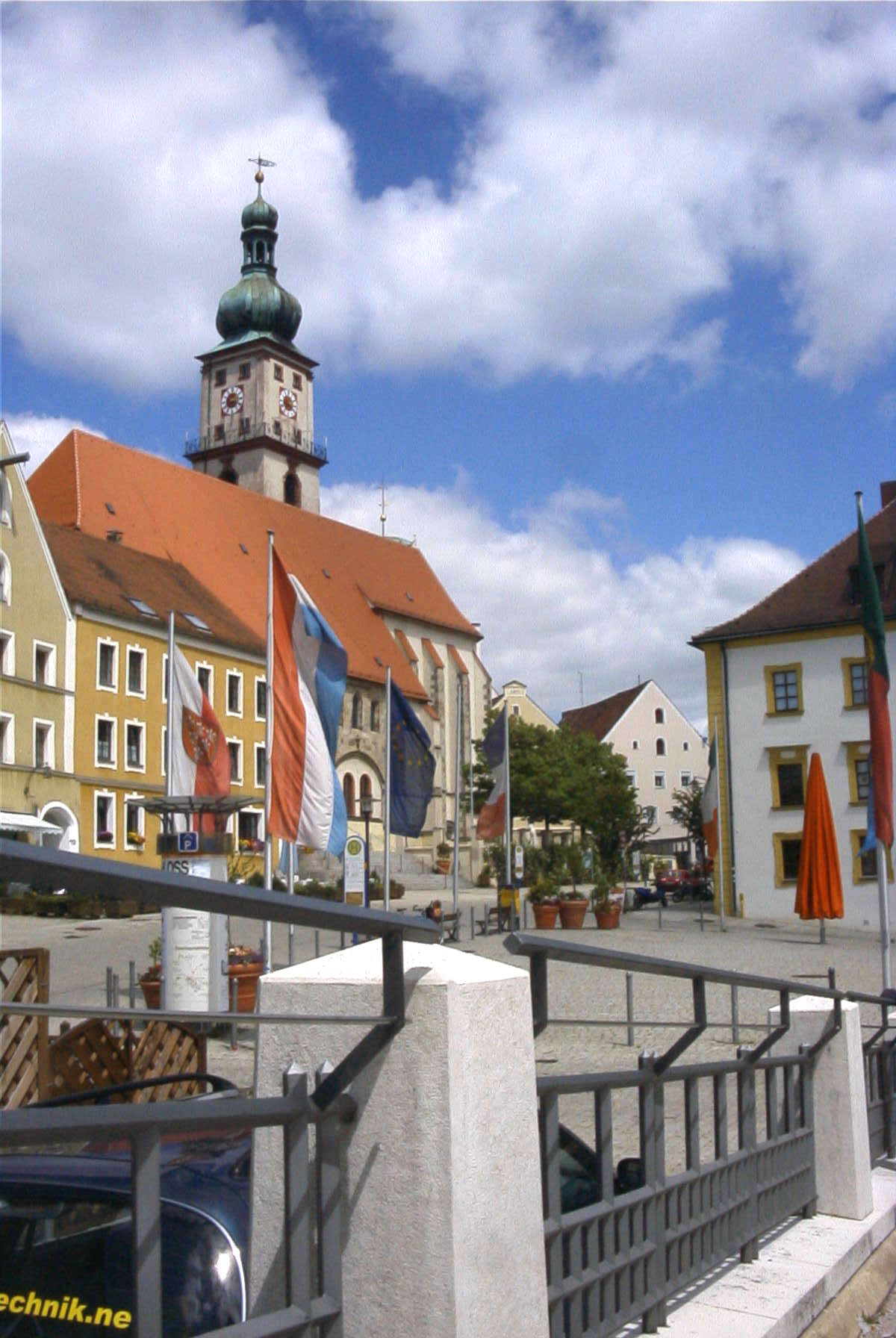
Церква св. Марії

Десятирічним хлопець успадкував батьківський престол. У 26 років одружився із донькою графа Нассау-Зігенського Амалією Маґдаленою. Мав із нею п'ятьох дітей. Для Амалії це був другий шлюб. Від першого із шведським фельдмаршалом Германом Врангелем у неї залишилося шестеро дітей.
Крістіан Август був толерантним правителем, особливо стосовно релігійної політики. Він дав змогу підданим самим обирати віросповідання та дозволив у 1666 році розселення євреїв по території герцогства. Зульцбах при ньому став духовним центром, з важливими осередками книжного друку.
Помер герцог 23 квітня 1708 у віці 85 років. Похований у церкві святої Марії у Зульцбаху.

## Родина
Дружина — Амалія Маґдалена, донька графа Нассау-Зігенського Діти:
- Марія Ядвіга Августа (1650—1681) — була двічі одружена, народила трьох доньок.
- Амалія Марія Тереза (1651—1721) — стала черницею у Кельні.
- Йоганн Август Хіль (1654—1658) — змер у ранньому віці.
- Крістіан Александр (1656—1857) — змер у ранньому віці.
- Теодор Есташ (1659—1732) — успадкував Зульцбах, був одружений із Марією Елеонорою Гессен-Ротенбурзькою, мав дев'ятьох дітей.